# Acanthophysium fennicum
Acanthophysium fennicum är en svampart som tillhör divisionen basidiesvampar. Den beskrevs först av Matti Laurila, och fick sitt nu gällande namn av Erast Parmasto. Acanthophysium fennicum ingår i släktet Acanthophysium, och familjen Stereaceae. Arten är reproducerande i Sverige.